# Petrine Agger
Petrine Agger (født 2. august 1962) er en dansk skuespillerinde.
Agger er uddannet fra Skuespillerskolen ved Odense Teater i 1992, og har bl.a. været tilknyttet Aalborg Teater.

## Privat
Hun er gift med skuespilleren Søren Malling. Hun er mor til Viilbjørk Malling Agger.

## Filmografi
| År   | Titel                          | Rolle          | Noter |
| ---- | ------------------------------ | -------------- | ----- |
| 2000 | Bænken                         | sygeplejeske   |       |
| 2002 | Små ulykker                    | Britt          |       |
| 2002 | Polle Fiction                  | Lillian        |       |
| 2002 | Humørkort-stativ-sælgerens søn | læge           |       |
| 2002 | Kald mig bare Aksel            | Charlotte      |       |
| 2004 | Forbrydelser                   | Elisabeth      |       |
| 2005 | Store planer                   | socialrådgiver |       |
| 2006 | Fidibus                        | betjent #1     |       |
| 2006 | Cecilie                        | Louise         |       |
| 2009 | Se min kjole                   | plejemor       |       |
| 2009 | Winnie & Karina - The Movie    | Trisse         |       |
| 2012 | Over kanten                    |                |       |
| 2014 | Det andet liv                  |                |       |
| 2018 | Charmøren                      |                |       |
| 2018 | Lykke-Per                      |                |       |

### Tv-serier
| År      | Titel          | Rolle                     | Noter               |
| ------- | -------------- | ------------------------- | ------------------- |
| 1997    | TAXA           | taxakunde                 | afsnit 9            |
| 2000    | Hotellet       | Tine                      | afsnit 3            |
| 2004    | Forsvar        | Frank Andersens ægtefælle | afsnit 17           |
| 2005    | Krøniken       | frøken Storm              | afsnit 11-12        |
| 2006    | Anna Pihl      | sekretær                  | afsnit 7            |
| 2007    | Forbrydelsen   | Hanne Meyer               | afsnit 5, 15, 18-19 |
| 2008    | Album          | Kvinde på Ølejr           | afsnit 1            |
| 2008    | Sommer         | Helle                     | afsnit 12           |
| 2009    | Klovn          | Ditte                     | afsnit 58           |
| 2009    | 2900 Happiness | læge                      | afsnit 106 og 126   |
| 2009    | Store Drømme   | Hanne                     | afsnit 5            |
| 2010-13 | Borgen         | Pernille Madsen           |                     |
| 2012    | Jul i Kommunen | sekretær                  | julekalender        |
| 2012    | Rita           | Andreas' mor              | Sæson 1, afsnit 6   |
| 2022    | Carmen Curlers | Edith                     |                     |